# غونار هالي
غونار هالي (بالنرويجية البوكمول: Gunnar Halle)‏ هو طيار نرويجي، ولد في 19 نوفمبر 1907، وتوفي في 29 أكتوبر 1986 في Stabekk ‏ في النرويج.